# Сюлан
Сюлан (фр. Sullens) — громада  в Швейцарії в кантоні Во, округ Гро-де-Во.

## Географія
Громада розташована на відстані близько 80 км на південний захід від Берна, 9 км на північний захід від Лозанни.
Сюлан має площу 3,9 км², з яких на 16,4% дозволяється будівництво (житлове та будівництво доріг), 71% використовуються в сільськогосподарських цілях, 12,6% зайнято лісами, 0% не є продуктивними (річки, льодовики або гори).

## Демографія
2019 року в громаді мешкало 1034 особи (+21,1% порівняно з 2010 роком), іноземців було 17,5%. Густота населення становила 264 осіб/км².
За віковим діапазоном населення розподілялося таким чином: 21,9% — особи молодші 20 років, 60,9% — особи у віці 20—64 років, 17,2% — особи у віці 65 років та старші. Було 407 помешкань (у середньому 2,5 особи в помешканні).
Із загальної кількості 111 працюючого 16 було зайнятих в первинному секторі, 24 — в обробній промисловості, 71 — в галузі послуг.